# Золкин, Владимир Александрович
Влади́мир Алекса́ндрович Зо́лкин (укр. Володимир Олександрович Золкін; род. 8 сентября 1981, Киев) — украинский журналист, видеоблогер и общественный деятель. Ведущий гуманитарного проекта «Ищи своих».
Стал известен после того, как 18 марта 2022 года впервые взял для своего канала на YouTube интервью у российских военнопленных, попавших в плен при вторжении России на Украину.

## Биография
Родился 8 сентября 1981 года в Киеве. Проходил срочную службу в ВСУ, затем служил в МЧС и МВД Украины. Окончил Открытый международный университет развития человека «Украина» по специальности «Правоведение». Занимался аналитикой для юридических компаний как фрилансер.
В 2010 году был арестован, в 2014 году был осуждён на 14 лет по обвинению в умышленном убийстве. В 2017 году вышел на свободу по условно-досрочной процедуре.
В 2019 году создал свой видеоблог на портале YouTube с целью освещения политической ситуации на Украине. Изначально позитивно отзывался о проведении акции «Бессмертный полк» в Киеве и 9 мая 2019 года поздравлял всех с Днём Победы. В негативном ключе отзывался о президентстве Петра Порошенко и о его сторонниках, освещал многие акции протеста, в том числе митинг у ГБР.

### Сотрудничество с проектом «Ищи своих»
В 2022 году, с началом полномасштабного вторжения России на Украину в ходе российско-украинской войны, Золкин стал сотрудничать с проектом «Ищи своих», способствующим розыску российских военнослужащих, пропавших без вести на войне, их родственниками:
Официально я никакого отношения к проекту не имею. В самом начале пытался помогать с координацией и находил людей, которые анализировали поступающую информацию.
Владимир Золкин принимал участие в подготовке к обмену телами погибших солдат. В апреле 2022 года на его YouTube-канале было опубликовано видео о нескольких оставленных на Украине вагонах с телами убитых российских военнослужащих. По словам Золкина, именно этот его ролик вызвал серьёзный общественный резонанс, тогда на российского омбудсмена обрушился шквал обращений от семей погибших и в результате российские власти наконец-то запросили выдачу тел своих погибших военных.
Золкина поражала и удивляла очень вялая и иногда даже безразличная реакция большинства россиян на известия о своих родственниках на Украине — погибших и попавших в плен:
Для людей это была единственная возможность узнать что-то о своих близких, а для нас – донести до той стороны, что происходит. Но реакция россиян в целом была одинаковой, ответы однообразными, они словно зачитывали методичку про «денацификацию». В процессе мне стало интересно, как они будут реагировать на разъяснения своих родных, попавших в плен. Так родилась идея начать общаться с военнопленными, давать им возможность звонить домой и снимать это на камеру. После переговоров с официальными лицами мы получили допуск к военнопленным.

### Интервью с пленными
В своём видеоблоге Владимир Золкин начал публиковать интервью с пленными российскими военнослужащими, с телефонными звонками и с разговорами с их родственникам, что принесло YouTube-каналу Золкина широкую международную известность.
Владимир утверждает, что российские власти часто скрывают военнопленных и утверждают, что военный пропал без вести. Таким образом, основная цель интервью с пленными — предать огласке факт того, что российский военный жив и находится в плену. Публикуя интервью, он мотивирует родных военнопленного требовать от российских властей участвовать в обмене, что позволит вернуть в Украину украинского военнопленного, находящегося в плену РФ.

### Обмен военнопленными
Владимир Золкин принимал участие в подготовке к обмену военнопленными.

### Сотрудничество с проектом «Gulagu.net»
29 октября 2022 года на сайте проекта «Gulagu.net» и на портале YouTube был опубликован совместный видеорепортаж о встрече и переговорах Владимира Золкина с основателем проекта Gulagu.net Владимиром Осечкиным. На встрече была достигнута договорённость о том, что Владимир Золкин и его коллеги по гуманитарному проекту «Ищи своих» будут контролировать на Украине распределение денежных средств от продаж зарубежных изданий книги Павла Филатьева «ZOV 56», которые будут направляться на Украину благотворительным организациям и в помощь пострадавшим от войны.

## Семья
Владимир Золкин женат, есть дочь.